# Софтбол на Тихоокеанских играх
Соревнования по софтболу среди национальных сборных команд в рамках Тихоокеанских игр проводятся под эгидой Конфедерации софтбола Океании и Совета Тихоокеанских игр.
Тихоокеанские (до 2007 — Южнотихоокеанские) игры проводятся с 1963 раз в четыре года. Женский софтбол дебютировал на этих комплексных соревнованиях в 1971 году (III игры), мужской — в 1975 (IV игры). В программу последующих Игр софтбол включался нерегулярно: женский — в 1975, 1991, 1999, 2007 и 2015 годах, мужской — в 1991, 1999 и 2007. 

## Призёры

### Мужчины
| Год  | Место проведения     | Золото                      | Серебро              | Бронза               |
| ---- | -------------------- | --------------------------- | -------------------- | -------------------- |
| 1975 | Гуам                 | Гуам                        | Микронезия           | Папуа — Новая Гвинея |
| 1991 | Папуа — Новая Гвинея | Папуа — Новая Гвинея        | Гуам                 | Американское Самоа   |
| 1999 | Гуам                 | Северные Марианские острова | Гуам                 | Палау                |
| 2007 | Самоа                | Американское Самоа          | Папуа — Новая Гвинея | Самоа                |

### Женщины
| Год  | Место проведения      | Золото               | Серебро              | Бронза             |
| ---- | --------------------- | -------------------- | -------------------- | ------------------ |
| 1971 | Французская Полинезия | Гуам                 | Папуа — Новая Гвинея | Американское Самоа |
| 1975 | Гуам                  | Папуа — Новая Гвинея | Гуам                 | Науру              |
| 1991 | Папуа — Новая Гвинея  | Папуа — Новая Гвинея | Американское Самоа   | Гуам               |
| 1999 | Гуам                  | ФШМ                  | Палау                | Гуам               |
| 2007 | Самоа                 | Папуа — Новая Гвинея | Американское Самоа   | Палау              |
| 2015 | Папуа — Новая Гвинея  | Папуа — Новая Гвинея | Американское Самоа   | —                  |